# Sport Club Internacional
Sport Club Internacional (pronunție în portugheză [ˌĩtɛɾnɐsjɔˈnaw]) este un club sportiv brazilian din Porto Alegre, Rio Grande do Sul, fondat pe 4 aprilie 1909. Clubul e cunoscut în special pentru echipa sa de fotbal.

## Lotul actual
La 2 septembrie 2024. 
| Nr. |          | Poziție | Jucător                |
| --- | -------- | ------- | ---------------------- |
| 1   | Uruguay  | P       | Sergio Rochet          |
| 3   | Brazilia | F       | Igor Gomes             |
| 5   | Brazilia | M       | Fernando               |
| 6   | Brazilia | F       | Renê                   |
| 7   | Brazilia | M       | Hyoran                 |
| 8   | Brazilia | M       | Bruno Henrique         |
| 10  | Brazilia | M       | Alan Patrick (căpitan) |
| 11  | Belgia   | A       | Wanderson              |
| 12  | Brazilia | P       | Fabrício               |
| 13  | Ecuador  | A       | Enner Valencia         |
| 15  | Brazilia | M       | Bruno Gomes            |
| 19  | Columbia | A       | Rafael Santos Borré    |
| 20  | Brazilia | F       | Clayton Sampaio        |

| Nr. |           | Poziție | Jucător                                      |
| --- | --------- | ------- | -------------------------------------------- |
| 21  | Brazilia  | A       | Wesley                                       |
| 22  | Brazilia  | P       | Ivan                                         |
| 24  | Brazilia  | P       | Anthoni                                      |
| 25  | Argentina | F       | Gabriel Mercado (vice-căpitan)               |
| 26  | Argentina | F       | Alexandro Bernabei (împrumutat de la Celtic) |
| 27  | Brazilia  | M       | Maurício                                     |
| 29  | Brazilia  | M       | Thiago Maia (împrumutat de la Flamengo)      |
| 31  | Argentina | A       | Lucas Alario                                 |
| 40  | Brazilia  | M       | Rômulo                                       |
| 41  | Brazilia  | M       | Matheus Dias                                 |
| 44  | Brazilia  | F       | Vitão                                        |
| 45  | Brazilia  | A       | Lucca                                        |
| 47  | Brazilia  | M       | Gustavo Prado                                |

## Împrumutați
| Nr. |  | Poziție | Jucător |
| --- |  | ------- | ------- |

| Nr. |          | Poziție | Jucător                                          |
| --- | -------- | ------- | ------------------------------------------------ |
|     | Brazilia | M       | Matheus Dias (at Nacional până pe 30 iunie 2025) |

### Stafful tehnic
- Coach : Clemer
- Assistant Coach : Andrey Lopes
- Goalkeeping Coach : Rogério Maia
- Fitness Coach : Paulo Paixão
- Fitness Coach Coordinator : Élio Carravetta
- Assistant Fitness Coach : Flávio Soares
- Club Doctors : Carlos Poisl, Guilherme Caputo, Luiz Crescente, Paulo Goldenfum
- Physiotherapists : Mauren Manzur, Rodrigo Rossato
- Masseurs : Paulo Renato Avis da Silva (Banha), Juarez Quintanilla

## Jucători notabili
| - Oscar dos Santos Emboaba Júnior - Abigail de Souza - Adãozinho Dormelles - Alex Meschini - Aloísio Alves - João Batista - Nilton Bodinho - Fabian Bolivar - Cláudio Ibrahim Branco - Hércules Brito - Luís Carlos Caçapava - Alberto Carlitos - Paulo César Carpegiani - Daniel Carvalho - Marcos Ceará - Judas Christian - Claudiomiro Ferreira - Clemer Melo - André Cruz - Dadá Maravilha - Leandro Damião - Carlos Dunga - Edinho Ferreira - Fabiano Eller | - Luís Carlos Escurinho - Paulo Roberto Falcão - Fernandão Costa - Adriano Gabiru - Carlos Gainete - Mauro Galvão - Gérson da Silva - Gilmar Rinaldi - Giuliano de Paula - Marcelo Gonçalves - Pedro Iarley - Marcos Índio - Jair Prates - Carlos Kluwe - Larry Pinto de Faria - Mahicon Librelato - Fabio Luciano - Lúcio Ferreira da Silva - Luiz Lula - Aílton Manga - Flávio Minuano - Olavo Nena - Nilmar Honorato da Silva | - Alexandre Pato - Marinho Peres - Silvio Pirilo - Renan Brito Soares - Fábio Rochemback - David Russowsky Russinho - Sandro Raniere - Rafael Sóbis - Claudio Taffarel - Taison Freda - Osmar Tesourinha - Paulo César Tinga - Valdomiro Vaz Franco Argentina - Roberto Carlos Abbondanzieri - Mario Bolatti - Andrés D'Alessandro - Jesús Dátolo - Sergio Goycochea - Pablo Guiñazú - José Villalba | Chile - Elías Figueroa Columbia - Wason Rentería - Fabián Vargas Paraguay - José de La Cruz Benítez - Julio César Enciso - Roberto Fernández - Carlos Gamarra - Diego Gavilán Uruguay - Diego Aguirre Camblor - Oscar Aguirregaray - Diego Forlán Corazo - Rubén Paz Márquez - Julio Pérez - Gonzalo Sorondo Amaro |

## Statistici jucători
|    | Nume        | Perioada            | Goluri |
| -- | ----------- | ------------------- | ------ |
| 1  | Carlitos    | 1938–1951           | 485    |
| 2  | Bodinho     | 1951–1958           | 244    |
| 3  | Claudiomiro | 1967–1974;1979      | 210    |
| 4  | Valdomiro   | 1968–1979;1982      | 192    |
| 5  | Larry       | 1954–1961           | 180    |
| 6  | Tesourinha  | 1939–1949           | 176    |
| 7  | Villalba    | 1941–1944;1946–1949 | 145    |
| 8  | I. Diogo    | 1955–1960           | 123    |
| 9  | Jair        | 1974–1981           | 123    |
| 10 | Adãozinho   | 1943–1951           | 113    |

|    | Name        | Years               | App. |
| -- | ----------- | ------------------- | ---- |
| 1  | Valdomiro   | 1968–1979;1982      | 803  |
| 2  | Bibiano     | 1965–1975           | 523  |
| 3  | Dorinho     | 1964–1975           | 461  |
| 4  | Winck       | 1981–1989;1991;1994 | 457  |
| 5  | Claudiomiro | 1967–1974;1979      | 424  |
| 6  | Gainete     | 1962–1964;1966–1971 | 408  |
| 7  | M. Galvão   | 1979–1986           | 396  |
| 8  | Falcão      | 1972–1980           | 392  |
| 9  | Bráulio     | 1974–1981           | 386  |
| 10 | Carlitos    | 1943–1951           | 384  |

|    | Name           | Years               | Goals |
| -- | -------------- | ------------------- | ----- |
| 1  | Valdomiro      | 1971–1979;1982      | 59    |
| 2  | Christian      | 1992;1995–1999;2007 | 42    |
| 3  | Fernandão      | 2004–2008           | 42    |
| 4  | Jair           | 1974–1981           | 37    |
| 5  | Nilmar         | 2002–2004;2007–2009 | 35    |
| 6  | Sóbis          | 2004–2006;2010      | 34    |
| 7  | Escurinho      | 1971–1977           | 34    |
| 8  | Bira           | 1979–1982           | 35    |
| 9  | Leandro Damião | 2010–current        | 28    |
| 10 | Alex           | 2004–2009           | 27    |

|    | Name      | Years               | App. |
| -- | --------- | ------------------- | ---- |
| 1  | Clemer    | 2002–2009           | 210  |
| 2  | Valdomiro | 1971–1979;1982      | 208  |
| 3  | Índio     | 2005-current        | 190  |
| 4  | Edinho    | 2003–2008           | 172  |
| 5  | Falcão    | 1972–1980           | 158  |
| 6  | Guiñazú   | 2007–2012           | 157  |
| 7  | Kléber    | 2009–current        | 143  |
| 8  | Bolivar   | 2003–2006;2009-2012 | 141  |
| 9  | Figueroa  | 1971–1977           | 139  |
| 10 | Escurinho | 1971–1977           | 137  |

## Antrenori
| - Ricardo Diéz (1941–42) - Carlos Volante (1946–48) - Alfredo González (1950) - Teté (1951–57) - Sylvio Pirillo (1959) - Teté (1960) - Carlos Froner (1962) - Paulinho (1966) - Daltro Menezes (1968–71) - Dino Sani (1971–74) - Rubens Minelli (1974–77) - Castilho (1977) - Cláudio Duarte (1978–79) - Ênio Andrade (1979–80) - Cláudio Duarte (1981) - Dino Sani (1983) - Otacílio Gonçalves (1984–85) - Paulo César Carpegiani (1985–87) - Abel Braga (1988–89) | - Cláudio Duarte (1989) - Levir Culpi (1990) - Ênio Andrade (1990–91) - Abel Braga (1991) - Antônio Lopes (1992) - Ênio Andrade (1993) - Paulo Roberto Falcão (1993–94) - Procópio Cardoso (1994) - Cláudio Duarte (1994–95) - Abel Braga (1995) - Celso Roth (1996–98) - Cassiá (1998) - Otacílio Gonçalves (1998) - Emerson Leão (1999) - Zé Mario (2000–01) - C.A. Parreira (Jan 1, 2001–Dec 31, 2001) - Cláudio Duarte (2001–02) - Ivo Wortmann (2002) - Celso Roth (Aug 26, 2002–Nov 1, 2002) | - Muricy Ramalho (Dec 9, 2002–Dec 17, 2003) - Lori Sandri (2004) - Joel Santana (1 iulie 2004–Sept 2, 2004) - Muricy Ramalho (Sept 1, 2004–Dec 12, 2005) - Abel Braga (Jan 1, 2006–24 aprilie 2007) - Alexandre Gallo (25 aprilie 2007–Aug 10, 2007) - Abel Braga (Aug 11, 2007–1 iunie 2008) - Tite (13 iunie 2008–Oct 5, 2009) - Mário Sérgio (Oct 6, 2009–Dec 7, 2009) - Jorge Fossati (Dec 14, 2009–29 mai 2010) - E. Moreira (caretaker) (28 mai 2010–12 iunie 2010) - Celso Roth (13 iunie 2010–8 aprilie 2011) - Falcão (11 aprilie 2011–18 iulie 2011) - Dorival Júnior (Aug 12, 2011–20 iulie 2012) - Fernandão (21 iulie 2012–Nov 20, 2012) - Dunga (Dec 12, 2012–Oct 26, 2013) - Clemer (caretaker) (Oct 26, 2013–Dec 8, 2013) - Abel Braga (Dec 8, 2013–) |

## Palmares

### Internațional
- Campionatul Mondial al cluburilor FIFA (1): 2006
- Copa Libertadores (2): 2006, 2010
- Copa Sudamericana (1): 2008
- Recopa Sudamericana (2): 2007, 2011
- Suruga Bank Championship (1): 2009

### Național
- Campeonato Brasileiro Série A (3): 1975, 1976, 1979
- Copa do Brasil (1): 1992

### Tiluri pe stat
- Campeonato Gaúcho (42): 1927, 1934, 1940, 1941, 1942, 1943, 1944, 1945, 1947, 1948, 1950, 1951, 1952, 1953, 1955, 1961, 1969, 1970, 1971, 1972, 1973, 1974, 1975, 1976, 1978, 1981, 1982, 1983, 1984, 1991, 1992, 1994, 1997, 2002, 2003, 2004, 2005, 2008, 2009, 2011, 2012, 2013

### Turnee amicale
- (CHI) Torneio Viña del Mar  (2): 1978, 2001
- (ESP) Joan Gamper Trophy  (1): 1982
- (ESP) Torneio Costa do Sol (1): 1983
- (CAN) Torneio Costa do Pacífico (1): 1983
- (JAP) Kirin Cup  (1): 1984
- (SCO) Rangers International Tournament  (1): 1987
- (JAP) Wako Denki Cup (1): 1992
- (EAU) Dubai Cup (1): 2008